# Fred Frith
Jeremy Webster "Fred" Frith (Heathfield, Reino Unido, 17 de febrero de 1949) es un compositor, multiinstrumentista e improvisador inglés.
Comenzó su carrera en 1968 con su compañero de universidad Tim Hodgkinson, con quien fundó Henry Cow. Pasarían cinco años hasta el álbum debut del grupo. Desde entonces Frith es una de las principales figuras de la escena Avant-prog y Rock in Opposition. Fundó Art Bears con dos ex-Henry Cow y grabó con Robert Wyatt, Brian Eno, Mike Oldfield, The Residents y John Zorn, entre muchos otros. Además grabó decenas de álbumes de improvisación en vivo con músicos de todo el mundo y tiene una extensa carrera en solitario.
En 2001 fundó su propia discográfica, Fred Records.

## Música de cámara
| - The As Usual Dance Towards the Other Flight to What is Not (1989) - Helter Skelter (1990) - Stick Figures (1990) - Lelekovice (1991) - Stone, Brick, Glass, Wood, Wire (1992) - Freedom in Fragments (1993) - The Previous Evening (1993) - Elegy for Elias (1993) - Pacifica (1994) - Seven Circles (1995) - Impur (1996) - Shortened Suite (1996) | - Back to Life (1997) - Traffic Continues: Gusto (1998) - Landing for Choir (2001) - Allegory (2002) - Fell (2002) - The Happy End Problem (2003) - The Right Angel (2003) - Save As (2005) - Snakes and Ladders (2006) - Episodes (2007) - Water Stories (2007) - For Nothing (2008) |

## Aparición en documentales
| - Step Across the Border (1990) - Streetwise (1991) - Le voyage immobile (2000) | - Touch the Sound (2004) - Attwenger Adventure (2007) - Act of God (2009) |